# Dissona
Dissona là một chi ốc biển, là động vật thân mềm chân bụng sống ở biển thuộc họ Ovulidae.

## Các loài
Các loài thuộc chi Dissona bao gồm:
- Dissona reflexa Cate, 1973[2]
- Dissona tarasconii Bozzetti, 2007[3]
- Dissona tosaensis (Azuma & Cate, 1971)[4]